# Let There Be Rock (Australien)
Let There Be Rock er det fjerde album af det australske hårde rock band AC/DC som blev udgivet i marts 1977 i Australien. Alle sange er forfatteret af Angus Young, Malcolm Young, og Bon Scott.
Albummet blev originalt udgivet gennem Albert Productions, og en modificeret version blev udgivet internationalt samme år af Atlantic Records.

## Spor
1. "Go Down" – 5:20 (vinyl), 5:33 (CD)
2. "Dog Eat Dog" – 3:35
3. "Let There Be Rock" – 6:07
4. "Bad Boy Boogie" – 4:28
5. "Overdose" – 6:09
6. "Crabsody In Blue" – 4:45
7. "Hell Ain't a Bad Place to Be" – 4:15
8. "Whole Lotta Rosie" – 5:22

## Musikere
- Bon Scott – Vokal
- Angus Young – Lead guitar, bagvokal
- Malcolm Young – Rytme guitar, Bass guitar, Bagvokal
- Mark Evans – Bass guitar, Bagvokal
- Phil Rudd – Trommer, bagvokal